# Knark – en svensk historia
Knark – en svensk historia är en reportagebok av den svenske journalisten Magnus Linton utgiven 2015 på Bokförlaget Atlas.
I boken menar Linton att forskarna och narkomanerna har utelämnats i den svenska debatten och att Sverige som konsekvens har fått en narkotikapolitik byggd på en blandning av okunskap och moralism.
Boken består av fyra delar, där de två första ger ett historiskt perspektiv till visionen om ett narkotikafritt samhälle. Den främste företrädaren för visionen var Nils Bejerot som beskrivs som den svenska narkotikapolitikens fader och som kom att bli "något av en institution" som kom att "utbilda alla Sveriges poliser genom sina heldagsföreläsningar vid Polisskolan" (sid. 27). Bejerots grundtes var att det finns ett direkt kausalt samband mellan missbruksutveckling och en viss typ av narkotikapolitik, något som inte har något stöd enligt en rätt enig narkotikaforskning. Bokens tredje del utgörs av reportage som bygger på intervjuer med mödrar till barn som använder narkotika. Bokens fjärde del behandlar nuläget i Sverige där det framgår att den narkotikafria samhällsvisionen inte längre kan upprätthållas. I boken intervjuas bl.a. forskarna Bengt Svensson och Börje Olsson.
Av tre generella punkter sade Linton att narkotikapolitiken hade varit framgångsrik på en och misslyckats med två:
1. Sverige har färre, men inte mycket färre, brukare av narkotika
2. Sverige har fler tunga missbrukare
3. Sverige har hög dödlighet bland missbrukare

I en intervju om boken sade Linton att det unika för Sverige är att idén om det narkotikafria samhället inte har setts som en metafor för en restriktiv narkotikapolitik utan istället som ett fullt realiserbart mål som ska verkställas, vilket bland annat har lett till en poliskår som är fullt upptagen med verkställandet vilket Linton menar får obehagliga konsekvenser. Han sade att nollvisionen, nolltoleransen och det narkotikafria samhället endast levde kvar i retoriken och i poliskåren.
Linton sade att narkotikapolitiken är ett problem för Sverige eftersom nolltolerans oftare förknippas med auktoritära, odemokratiska och religiöst färgade sammanhang, medan liberaliseringstankarna och de pragmatiska tankarna är befästa i den demokratiska världen.
På en global skala menade Linton att "kriget mot droger" inte är resurseffektivt, att det belastar rättsväsendet och gynnar narkotikakarteller.
I en längre intervju 2016 sade Linton att kommunikationen om narkotika skapade en förtroendeklyfta mellan generationer och undergrävde ungas förtroende för staten, skolan och polisen.:13m55s Linton sade även att utveckling av bruk och missbruk av narkotika i samhället har mindre att göra med repressiv lagstiftning än ungdomsarbetslöshet och misslyckanden i skolan.:1h47m41s